# Посвірж короткодзьобий
Посві́рж короткодзьобий (Sicalis luteola) — вид горобцеподібних птахів родини саякових (Thraupidae). Мешкає в Мексиці, Центральній і Південній Америці, був інтродукований на Карибах.

## Опис

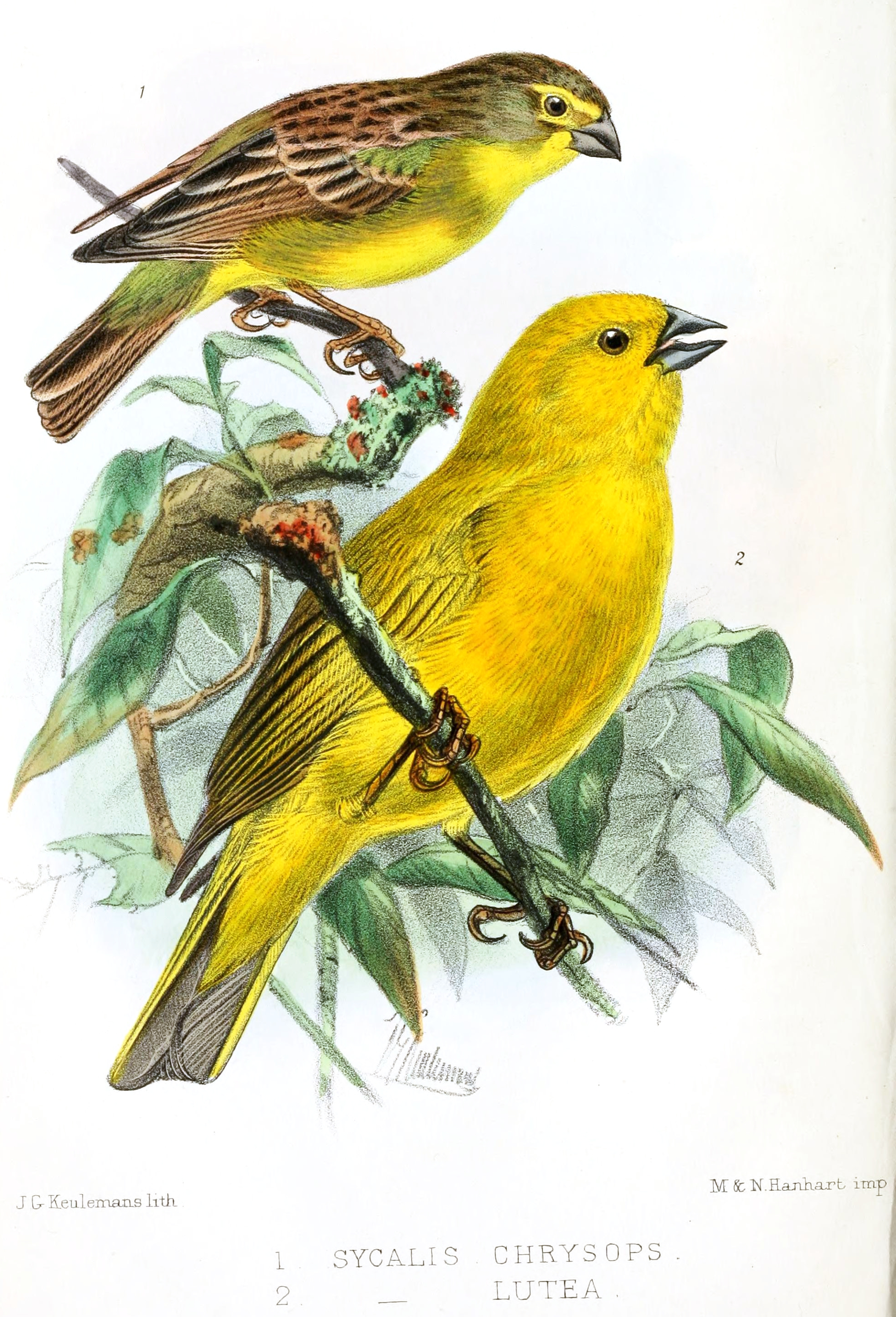
Короткодзьобий посвірж, підвид S. l. chrysops (зверху) і жовтий посвірж (знизу)

Довжина птаха становить 11,5-12,5 см. Верхня частина тіла оливково-коричнева, на тімені і спині чорна смужки, надхвістя оливкове, крила і хвіст коричневі. На обличчі яскраво-жовта "маска", горло яскраво-жовте. Нижня частина тіла жовта, груди з коричневим відтінком, гузка білувата. Першорядні махові пера чорнуваті з зеленуватими краями, покривні пера крил буруваті з сіруватими краями. Самиці мають більш коричнювате забарвлення.

## Підвиди
Виділяють вісім підвидів:
- S. l. chrysops Sclater, PL, 1862 — південна Мексика (Веракрус, Чіапас), Беліз, південна Гватемала (Сакатепекес), регіон Москітового берега на сході Гондурасу та на північному сході Нікарагуа;
- S. l. mexicana Brodkorb, 1943 — Центральна Мексика (Пуебла, Морелос);
- S. l. eisenmanni Wetmore, 1953 — північно-західна Коста-Рика (Гуанакасте) і центральна Панама (Кокле);
- S. l. bogotensis Chapman, 1924 — Анди у Венесуелі, Колумбії, Еквадорі і Перу (на південь до Арекіпи);
- S. l. luteola (Sparrman, 1789) — Колумбія (низовини на захід від Анд, долини річок Каука і Маґдалена), Венесуела (Фалькон, Монагас і Болівар), Гаяна і північна Бразилія;
- S. l. flavissima Todd, 1922 — від Суринаму до гирла Амазонки;
- S. l. chapmani Ridgway, 1899 — нижня течія Амазонки (Пара);
- S. l. luteiventris (Meyen, 1834) — гніздяться на півдні Бразилії (Санта-Катарина і Ріу-Гранді-ду-Сул), в Уругваї, на півночі і сході Аргентини (на південь до Чубута), в центральному Чилі (від Кокімбо на південь до Лос-Ріоса). взимку мігрують до південного Перу (Куско, Пуно), центральну і східну Болівію, на південь центральної Бразилії (від Мату-Гросу на схід до Баїї) і в Парагвай.

## Поширення і екологія
Короткодзьобі посвіржі мешкають в Мексиці, Белізі, Гватемалі, Гондурасі, Нікарагуа, Коста-Риці, Панамі, Колумбії, Венесуелі, Гаяні, Суринамі, Французькій Гвіані, Бразилії, Еквадорі, Перу, Аргентині, Чилі і Уругваї, взимку мігрують також до Болівії і Парагваю. Вони були інтродуковані на Малі Антильські острови, зокрема на Барбадос, Домініку, Гваделупу і Мартиніку. Були інтродуковані також на Ангілью, однак згодом там вимерли. У 2004 році спостерігали на острові Тринідад, куди, імовірно, залетіли з Венесуели. Бродячих короткодзьобих посвіржів спостерігали на Фолклендських островах.
Короткодзьобі посвіржі живуть на тропічних і субтропічних луках, в саванах, на полях і пасовищах, на болотах, в парках і садах. Зустрічаються на висоті до 4100 м над рівнем моря, переважно на висоті до 3000 м над рівнем моря.

## Поведінка
Короткодзьобі посвіржі зустрічаються зграйками, під час міграції можуть утворювати великі зграї. Ведуть переважно кочовий спосіб життя. Живляться переважно насінням і комахами, а також плодами. Сезон розмноження триває з вересня по березень. Самці приваблюють самиць, співаючи пісню в польоті. Гніздяться на землі, серед густих заростей. В кладці від 3 до 5 блакитнуватих яєць, поцяткованих рудуватими плямками. яйця мають розмір 19×14 мм.